# Mane Rokvić
Mane Rokvić (Bosanski Petrovac, ? - Knin, 1944.), četnički vojvoda i suradnik okupatora u Drugom svjetskom ratu. 
Prije rata je radio u tvornici „Šipad“ iz Drvara. Jedan je od vođa ustanka u Bosanskoj Krajini 1941. Sudjelovao je u prvoj borbi protiv ustaša 26. srpnja 1941. godine nadomak Drvara, i u zauzimanju tog grada 27. srpnja. Predvodio je pogrom Hrvata u Krnjeuši 9. i 10. kolovoza iste godine. Bio je zapovjednik puka „Kralj Aleksandar Prvi“, u jesen 1941., jednog od šest pukova od kojih će krajem listopada nastati Dinarska četnička divizija.
Mane Rokvić i Stevo Radenović su 16. svibnja utvrdili »da je stanje neodrživo« i »da je jedini spas u potpunoj suradnji četnika s hrvatskim vlastima«. Rokvić je u ime četnika ponudio ustašama suradnju u borbi protiv partizana 17. svibnja 1942. godine, da bi mjesec dana kasnije sklopili dogovor (18. svibnja). Pavelićev ministar Mladen Lorković 26. svibnja 1942. godine depešom obavještava »vrhovničtvo« velike župe Bribir i Sidraga:
Isplata je izvršena početkom lipnja. O tome dr. Sinčić obavještava Pavelića: "Jučer sam trima glavnim vođama četnika koji su u borbi protiv partizana, Momčilu Đujiću, Branku Bogunoviću i Mani Rokviću dao svakome po 100.000 kuna radi organiziranja borbe protiv partizana i pomoći njihovim suborcima." Veliki župan David Sinčić je 17. lipnja 1942. godine iz Knina poslao nadređenima brzojav: „Postignuta suradnja s četničkim vođama Bogunović, Đujić, Rokvić, Rađenović. Četnici po dogovoru sa mnom i dobivenim uputstvima idu prema Glamoču sastati se sa četnicima Drenovića i domobranima gdje odrediti plan daljnjih zajedničkih akcija.“
Rokvić je predvodio pokolj Hrvata u poljičkom selu Gata 1. listopada 1942. 
Nijemci u izvješću iz 1943. navode četničke vođe s kojima se uspješno odvija suradnja, a na prvom mjestu Manu Rokvića: 
U izvješću Mladena Žujovića generalu Mihailoviću od 6. kolovoza 1943. stoji iduće:
Mane Rokvić je ubijen krajem 1944. godine.